# Jet-CD
Jet-CD è il terzo album studio della band j-pop Puffy AmiYumi, distribuito il 1º aprile 1996 e contenente 13 tracce.
In Giappone, l'album è stato pubblicato contemporaneamente su Minidisc (intitolato Jet-MD ). In alcuni territori asiatici, è stato anche pubblicato su cassetta audio con il titolo alternativo Jet-cassette.
Jet ha debuttato al numero due sul settimanale Album Oricon Charts, e salì la vetta nella settimana seguente. L'album vi rimase per 16 settimane, diventando il loro primo album di successo vendendo più di 1 milione di copie.

## Tracce
1. "Jet Police (ジェット警察 Jet Keisatsu)"
2. "That's the Way It Is (これが私の生きる道 Kore ga Watashi no Ikirumichi)"
3. "Cake Is Love"
4. "Sign of Love (愛のしるし Ai no Shirushi)"
5. "Spring Morning (春の朝 Haru no Asa)"
6. "Lemon Kid (レモンキッド?)"
7. "Little Beauty (小美人 Shoubijin)"
8. "Curiously (ネホリーナハホリーナ Nehori-na Hahori-na)"
9. "Philosophy (哲学 Tetsugaku)"
10. "De Rio"
11. "Wild Girls on Circuit (サーキットの娘 Sakitto no Musume)"
12. "Nagisa Beach Fever (渚にまつわるエトセトラ Nagisa ni Matsuwaru Et Cetera)"
13. "Mother"